# Gradojević
Gradojević (cyr. Градојевић) – wieś w Serbii, w okręgu maczwańskim, w gminie Koceljeva. W 2011 roku liczyła 194 mieszkańców.